# Truly Madly Completely: The Best of Savage Garden
Truly Madly Completely: The Best of Savage Garden és el primer àlbum de grans èxits del grup australià Savage Garden i fou publicat arreu del món l'1 de novembre de 2005. L'àlbum inclou tots els èxits més importants del grup remasteritzats digitalment, cinc cares B i també dues cançons de Darren Hayes cantant en solitari. També es va llançar una edició limitada amb un DVD extra que contenia cinc videoclips i un documental titulat Parallel Lives.

## Llista de cançons
| Núm.          | Títol                            | Durada |
| ------------- | -------------------------------- | ------ |
| 1.            | «I Want You»                     | 3:53   |
| 2.            | «I Knew I Loved You»             | 4:11   |
| 3.            | «To the Moon and Back»           | 5:42   |
| 4.            | «Hold Me»                        | 5:42   |
| 5.            | «Santa Monica»                   | 3:36   |
| 6.            | «Crash and Burn»                 | 4:42   |
| 7.            | «Break Me Shake Me»              | 3:25   |
| 8.            | «Truly Madly Deeply»             | 4:39   |
| 9.            | «The Animal Song»                | 4:39   |
| 10.           | «Affirmation»                    | 4:58   |
| 11.           | «So Beautiful» (de Darren Hayes) | 4:58   |
| 12.           | «California» (de Darren Hayes)   | 6:00   |
| 13.           | «I Don't Care»                   | 5:05   |
| 14.           | «I'll Bet He Was Cool»           | 4:41   |
| 15.           | «Love Can Move You»              | 4:47   |
| 16.           | «Fire Inside the Man»            | 4:11   |
| 17.           | «This Side of Me»                | 4:11   |
| Durada total: | Durada total:                    | 68:00  |

### Edició extra DVD deluxe
| Núm. | Títol                         | Durada |
| ---- | ----------------------------- | ------ |
| 1.   | «I Want You»                  | 3:53   |
| 2.   | «I Knew I Loved You»          | 4:11   |
| 3.   | «To the Moon and Back»        | 5:42   |
| 4.   | «Hold Me»                     | 4:52   |
| 5.   | «Crash and Burn»              | 4:42   |
| 6.   | «Break Me Shake Me»           | 3:25   |
| 7.   | «Truly Madly Deeply»          | 4:39   |
| 8.   | «Parallel Lives» (documental) | 30:00  |